# Aerojet

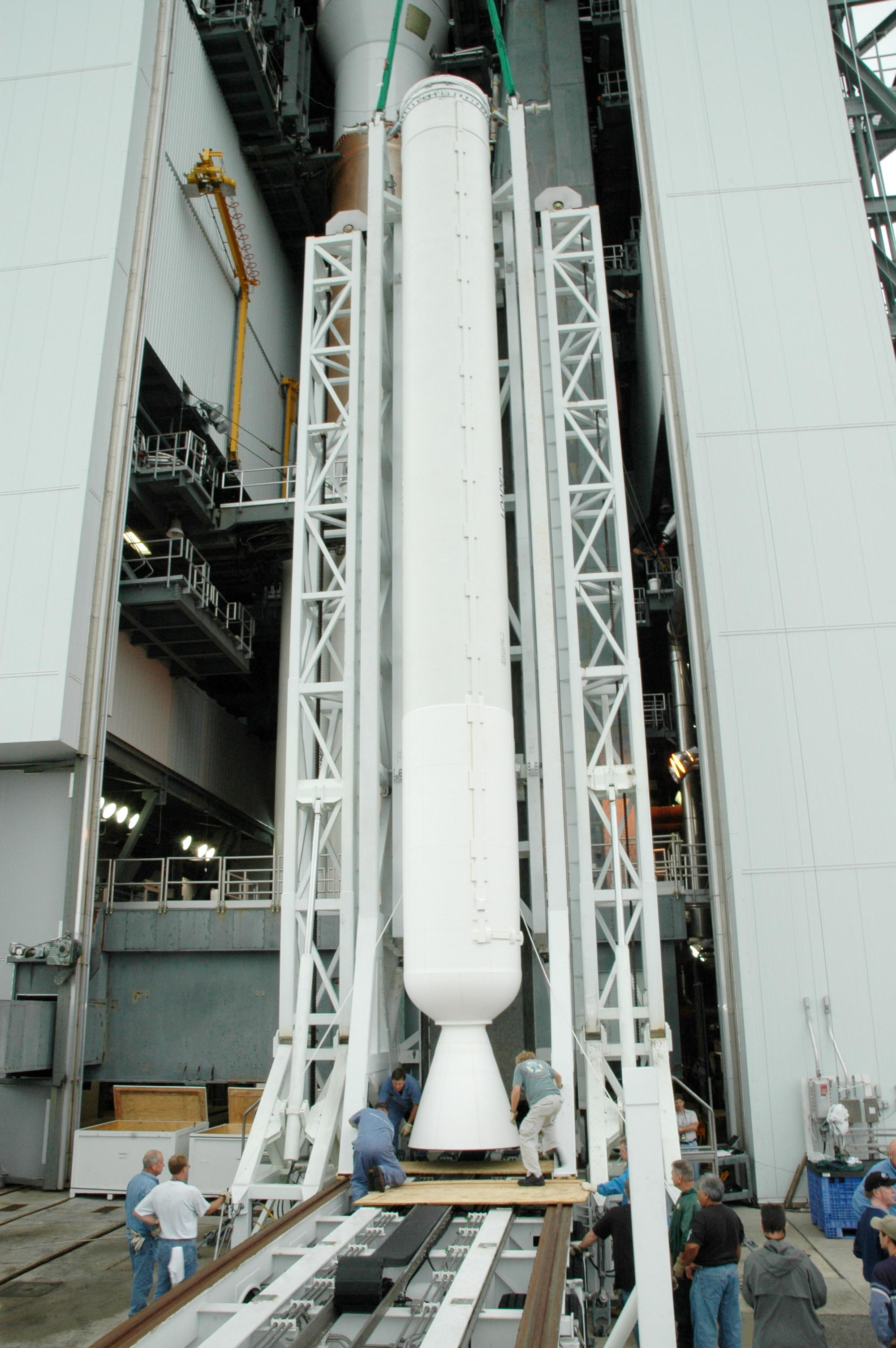
Montáž pomocné rakety Aerojet Solir Rocket Motor na raketu Atlas V

Aerojet byla americká firma zabývající se výrobou raketových motorů. V roce 2013 byla mateřskou společností GenCorp sloučena s Pratt & Whitney Rocketdyne za vzniku Aerojet Rocketdyne. Ústředí společnosti se nacházelo v Sacramentu v Kalifornii. Byla jedinou americkou společností, která vyráběla oba typy raketových motorů, na kapalné i pevné pohonné látky. Jejich produkty pokrývaly širokou škálu, od nejmenších manévrovacích motorů, hlavních motorů různých kosmických sond až po velké pomocné rakety Atlasu V. Produkty Aerojet lze nalézt téměř na všech balistických raketách používaných americkou armádou. Společnost se dále podílela na výzkumu hypersonických náporových motorů (scramjet) a iontových motorů. Jejími konkurenty na americkém trhu byly Rocketdyne (motory na kapalné pohonné látky) a Orbital ATK (motory na pevné pohonné látky).